# Stanwellia hapua
Stanwellia hapua là một loài nhện trong họ Nemesiidae.
Stanwellia hapua được miêu tả năm 1968 bởi Forster.